# Marmotte grise
Marmota baibacina
Espèce
Synonymes
- Marmota (Marmota) baibacina Kastschenko, 1899[2]

Statut de conservation UICN

 LC  : Préoccupation mineure
La Marmotte grise ou Marmotte de l'Altaï, (Marmota baibacina) est une espèce de marmottes (ordre des rongeurs).

## Description
La Marmotte grise tient son nom de son pelage brun tirant sur le gris, plus foncé sur la tête. Elle est de taille similaire à la Marmotte des Alpes.

## Distribution et Habitat
Ce mammifère fouisseur vit dans les steppes d'Asie centrale (Mongolie, Chine, Kazakhstan et Altaï) et de Russie à des altitudes comprises entre 800 et 4 000 mètres.

## Liste des sous-espèces
Selon BioLib (18 mars 2019) :
- sous-espèce Marmota baibacina baibacina Kastschenko, 1899
- sous-espèce Marmota baibacina centralis (Thomas, 1909)
- sous-espèce Marmota baibacina kastschenkoi Stroganov & Yudin, 1956

Selon des analyses génétiques, cette dernière sous-espèce montrerait des différences notables pouvant en faire une espèce isolée.